# Den byxlöse äventyraren
Den byxlöse äventyraren är en svensk TV-serie i tre delar från 1971, regisserad av Lars Göran Carlson och skriven av Edvard Matz. I rollerna ses bland andra Jonas Bergström, Lis Nilheim och Christina Frambäck.

## Handling
Serien handlar om den ökände skojaren och tjuven Lars "Lasse-Maja" Molin från unga år till 1813 när han dömdes till livstids fängelse på Karlstens fästning. Under en period klädde han sig i kvinnokläder, därav titeln och smeknamnet.

## Medverkande
- Jonas Bergström – Lasse-Maja
- Lis Nilheim – Maja
- Christer Söderlund – Titz, polisgevaldiger
- Sven-Olof Bern – fadern
- Barbro Larsson –  gruvmor
- Per Sjöstrand – bonde
- Stellan Skarsgård – bondens son
- Bertil Anderberg – Silver-Jan
- Kerstin Widgren – herrgårdsfrun
- Sten Ljunggren – präst
- Christina Frambäck – piga
- Sven Timner – bokhållaren
- Toivo Pawlo – Müller, lagman
- Tomas Bolme – domare
- Ulf Johanson – Collin
- Olle Björling – länsman Wennerwik
- Lars Elwin – Jan, präst
- Hanny Schedin – prästens mor
- Gurie Nordwall – prästpigan
- Börje Ahlstedt – Kron
- Tommy Johnson – profoss

## Om serien
Den byxlöse äventyraren producerades av Matz för Sveriges Radio. Musiken komponerades av Bengt-Arne Wallin och serien sändes i TV2 mellan den 26 februari och 12 mars 1971.